# Erioptera (Mesocyphona) surinamensis
Erioptera (Mesocyphona) surinamensis is een tweevleugelige uit de familie steltmuggen (Limoniidae). De soort komt voor in het Neotropisch gebied.